# Polyalthia ichthyosma
Polyalthia ichthyosma este o specie de plante din genul Polyalthia, familia Annonaceae, descrisă de Ian Mark Turner. Conform Catalogue of Life specia Polyalthia ichthyosma nu are subspecii cunoscute.